# Ромска иницијатива
Ромска иницијатива (ромс. Romani iniciyativa) је политичка странка у Републици Косово. Залаже се за интересе ромске мањине, као и јачање сарадње између српске и ромске заједнице, због чега је честа мета албанских екстремиста.